# The Long Goodbye (Beverly Hills, 90210)
The Long Goodbye is de zesentwintigste aflevering van het zevende seizoen van het tienerdrama Beverly Hills, 90210, die voor het eerst werd uitgezonden op 16 april 1997.

## Verhaal
Na de kus tussen Kelly en Brandon loopt Brandon veel te piekeren over wat hij nu moet doen. Hij besluit het uit te maken met Tracy en dit komt hard aan bij haar. Zij is helemaal kapot hierdoor en wil er alles aan doen om hem terug te krijgen. Zij roept de hulp in van Valerie en zij wil haar wel helpen, mede omdat zij niet wil dat Brandon naar Kelly gaat. Brandon gaat inderdaad naar Kelly en vertelt haar dat hij het uitgemaakt heeft en met haar verder wil. Ze spreken af om een avond samen door te brengen en hierover te praten. Valerie probeert dit te verstoren om Kelly een nep telegram te sturen uit naam van Dylan McKay, met de boodschap dat hij op het vliegveld aankomt en haar wil zien. Valerie vertelt dit tegen Brandon en hij besluit om te gaan kijken of dit klopt. Hij ziet Kelly daar staan met een bos bloemen en denkt dat ze nog steeds van Dylan houdt en gaat weg. Kelly ontmoet Dylan dus niet en verlaat het vliegveld om naar de afspraak te gaan die ze met Brandon heeft gemaakt. Zij ziet daar hem niet en gaat verhaal halen bij hem thuis. Hij vertelt haar dat hij haar heeft gezien op het vliegveld en vraagt haar of ze een keuze kan maken. Hierop vertelt Kelly hem dat ze aan Dylan wilde zeggen dat ze een keus heeft gemaakt, namelijk Brandon. Dit is goed nieuws voor Brandon en is hier blij mee, ze vallen in elkaars armen.
Het KEG- en Alphahuis hebben een Lente Festival Talentenjacht georganiseerd en Steve en Donna doen hier ook aan mee. Steve haalt Clare over om ook mee te doen door een lied te zingen die haar moeder vroeger ook veel zong. Als Steve haar hoort repeteren dan schrikt hij van de valsheid. Hij durft dit niet te zeggen en houdt zijn hart vast als zij het podium opgaat. Als ze begint dan klinkt het ongelofelijk vals maar na een herkansing dan zingt ze ineens als een nachtegaal. Donna kijkt naar het publiek en ziet haar moeder daarin zitten, dan krijgt ze ineens haar oog op haar moeders buurman, dit is een oude bekende waar haar moeder ooit een verhouding mee heeft gehad (zie Things to Do on a Rainy Day. Zij is helemaal en overstuur omdat ze bang is dat dit weer aan de gang is en confronteert haar moeder hiermee. Felice legt uit dat het anders is dan dat zij denkt, deze man werkt in het ziekenhuis en Felice wilde hem vragen of haar man lezingen kan geven omdat hij nu niet meer kan opereren. Donna beseft dat ze het verkeerd had en is blij dat ze het bij de verkeerde eind had.

## Rolverdeling
- Jason Priestley - Brandon Walsh
- Jennie Garth - Kelly Taylor
- Ian Ziering - Steve Sanders
- Brian Austin Green - David Silver
- Tori Spelling - Donna Martin
- Tiffani Thiessen - Valerie Malone
- Joe E. Tata - Nat Bussichio
- Kathleen Robertson - Clare Arnold
- Jill Novick - Tracy Gaylian
- Katherine Cannon - Felice Martin
- Ryan Thomas Brown - Morton Muntz
- Julie Nathanson - Ellen Fogerty